# Fernando de Valenzuela Villaverde
Fernando de Valenzuela Villaverde (Villagarcía de Arosa, 1947) es un filósofo, periodista y traductor español. Principalmente es conocido por haber traducido del checo al español las grandes obras de la literatura checa, incluidas todas las novelas de Milan Kundera escritas en aquel idioma. El escritor y el traductor tienen una relación personal de amistad.

## Biografía
Nacido en España, pasó la mayor parte de su infancia en Argentina debido al exilio de su familia dos años después de su nacimiento. Realizó sus estudios preuniversitarios en Buenos Aires. Más tarde se trasladó a Praga, donde obtuvo la licenciatura y el doctorado en filosofía en la Universidad Carolina. En Madrid cursó un máster en periodismo impartido conjuntamente por la Universidad Autónoma de Madrid y el diario El País.

## Actividad como periodista
Ha sido colaborador y redactor en diversos medios como las revistas La Calle, Letra Internacional, Tiempo de Paz, El Globo, Quórum Digital y los diarios El Sol, Cinco Días y El País.

## Actividad como traductor
Valenzuela ha traducido numerosas obras de autores checos al español. Principalmente es conocido por haber traducido al español todas las novelas de Milan Kundera escritas en checo, pero también ha traducido obras de otros autores checos como Pavel Kohout, Karel Kosik, Jan Patocka, Bohumil Hrabal, Michal Viewegh, Tomas Halik, Leos Janacek, Petr Ginz, Radovan Richta y Jaroslav Hašek. En el año 2007 recibió el premio Gratias Agit otorgado por el Ministerio de Asuntos Exteriores checo en reconocimiento a su contribución a la difusión de la cultura checa en el mundo.